# Bibliothèque François Mitterrand (station)
Bibliothèque François Mitterrand är en tunnelbanestation i Paris metro och en RER-station för Paris pendeltåg. Stationen är uppkallad efter forna franska presidenten, François Mitterrand. I närheten av stationen finns Bibliothèque nationale de France. Stationen trafikeras av tunnelbana linje 14 samt pendeltåg, linje C.

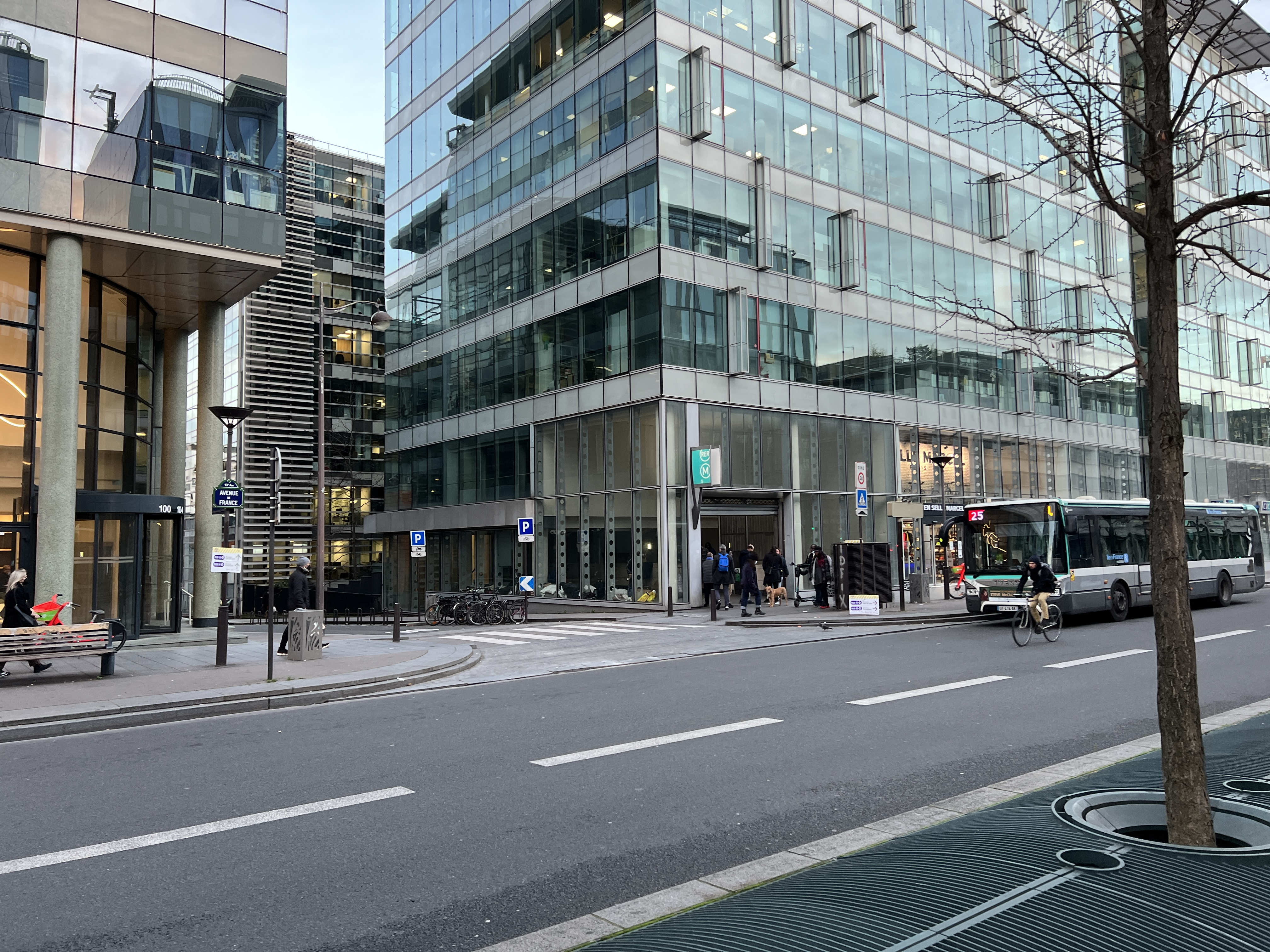
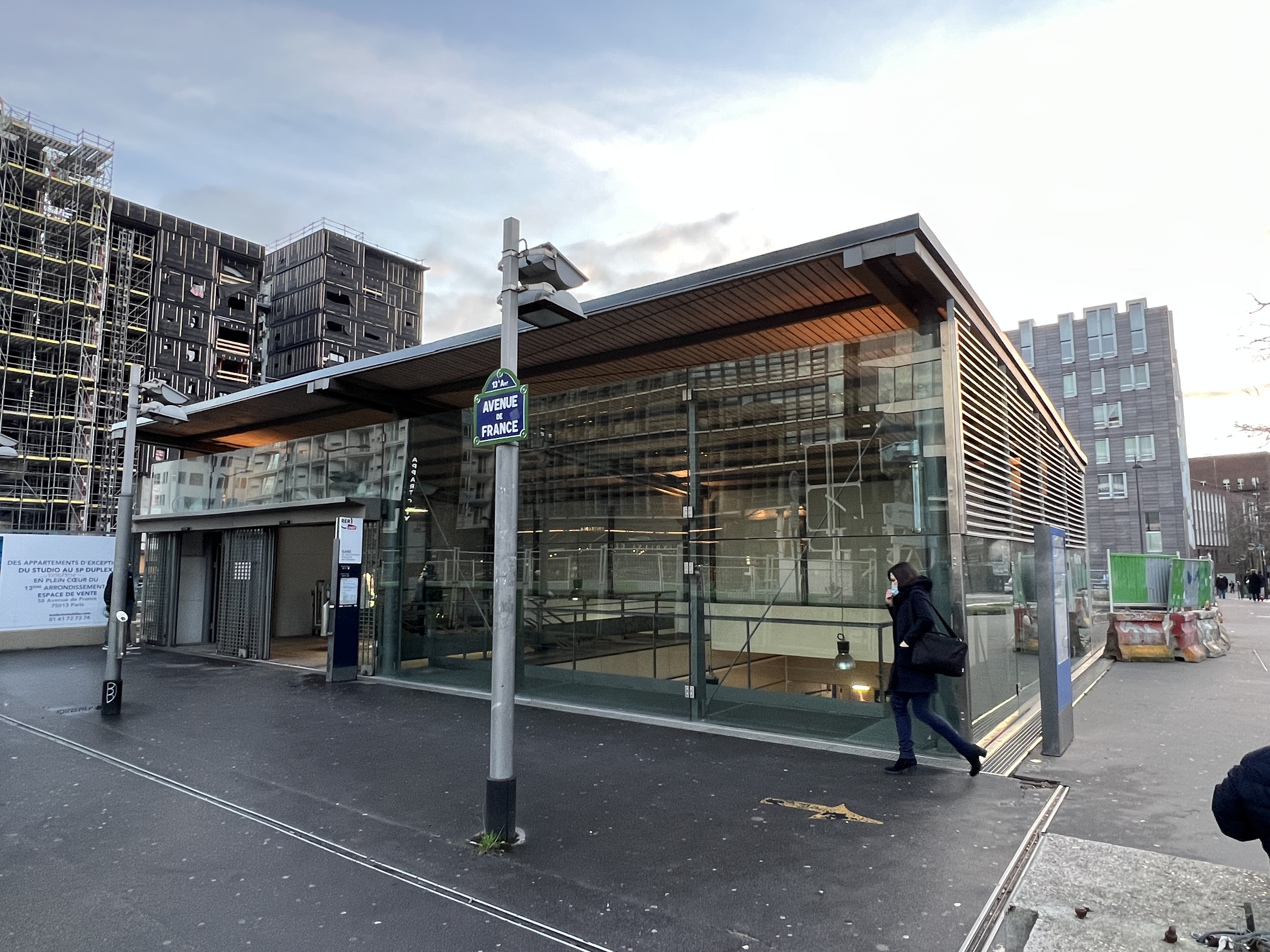